# Harachwosty
Harachwosty – wieś sołecka w Polsce położona w województwie mazowieckim, w powiecie łosickim, w gminie Huszlew.
W latach 1975–1998 miejscowość administracyjnie należała do województwa bialskopodlaskiego. 
Mieszkańcy wsi zajmują się głównie produkcją truskawek i w mniejszym stopniu pieczarek.
Wierni Kościoła rzymskokatolickiego należą do parafii Matki Bożej Anielskiej w Mostowie.

Harachwosty
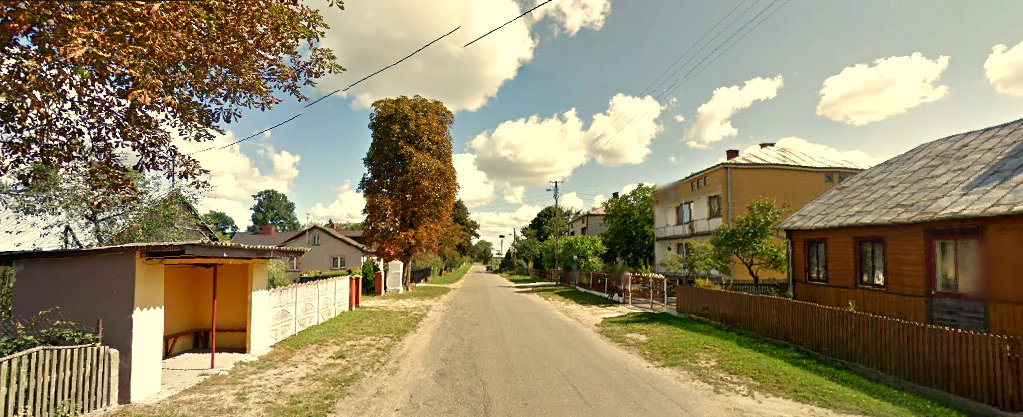
Centrum
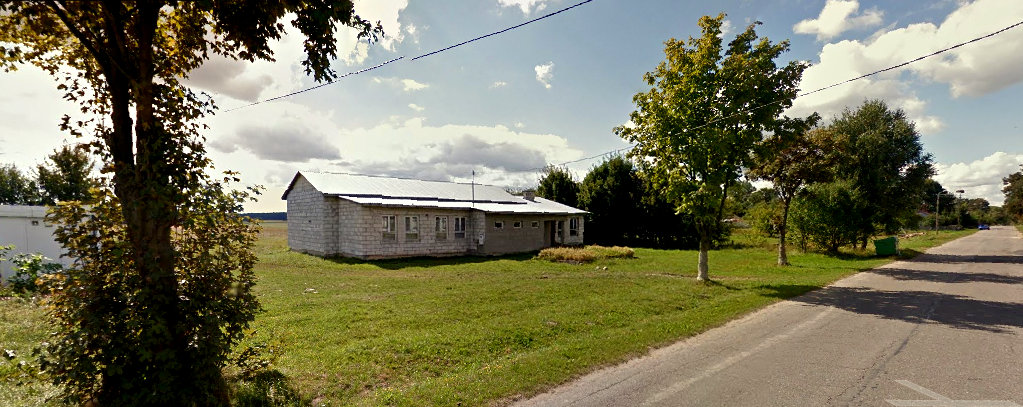
Świetlica wiejska